# Damien Bonnard

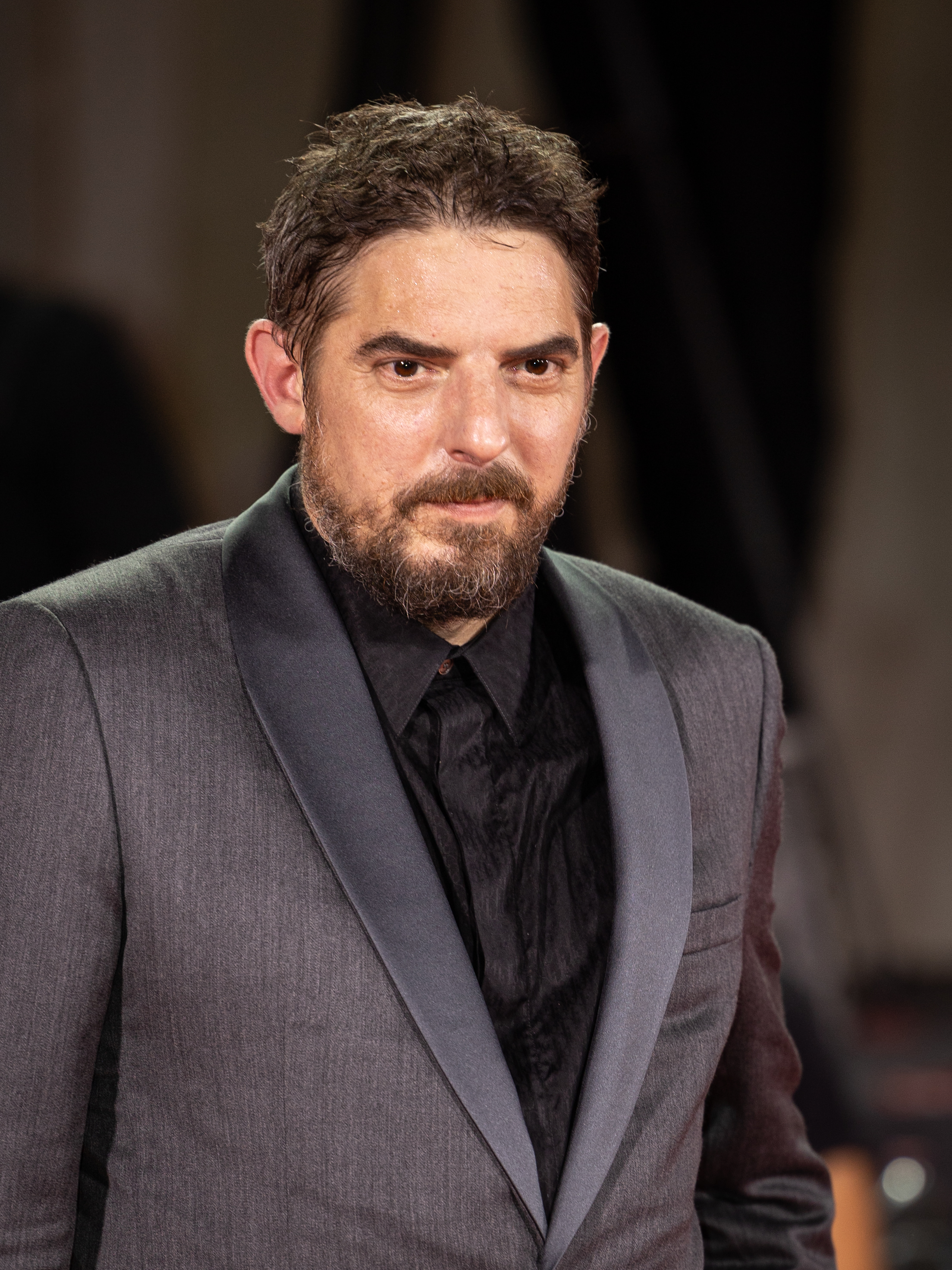
Damien Bonnard (2024)

Damien Bonnard (* 22. Juli 1978 in Alès) ist ein französischer Schauspieler.

## Leben
Bonnard kam 1978 in Alès zur Welt, wuchs jedoch in der Bourgogne auf. Er verließ das Gymnasium im Alter von 16 Jahren, übernahm Gelegenheitsjobs unter anderem als Pizzabäcker und Bauarbeiter und besuchte anschließend für vier Jahre die École des Beaux-arts in Nîmes. Nach Aufenthalten unter anderem in Belgien, Kanada und Algerien kehrte er nach Paris zurück, wo er im Alter von 28 Jahren als Laufjunge für Filmproduktionsfirmen zu arbeiten begann und an verschiedenen Castings teilnahm.
Erfahrungen im Film sammelte er ab 2009 und war in zahlreichen Kurzfilmen zu sehen. In Kinofilmen übernahm er kleinere Nebenrollen, so 2010 in Der Klang von Eiswürfeln und 2012 in Augustine. Seinen Durchbruch als Schauspieler erlebte Bonnard 2016 in  Alain Guiraudies Haltung bewahren!, in dem er die Hauptrolle übernahm. Für seine Darstellung des Filmemachers Léo, der plötzlich Verantwortung für seinen neugeborenen Sohn übernehmen muss, erhielt Bonnard 2017 einen Prix Lumières als Bester Nachwuchsdarsteller. Zudem wurde er für einen César als Bester Nachwuchsdarsteller nominiert. Es folgten weitere Spielfilme, darunter 2017 die französisch-amerikanische Coproduktion Thirst Street von Nathan Silver; in Christopher Nolans Dunkirk war Bonnard 2017 als französischer Soldat zu sehen.

## Filmografie (Auswahl)
- 2010: Hors la loi
- 2010: Der Klang von Eiswürfeln (Le bruit des glaçons)
- 2011: Low Cost
- 2012: Augustine
- 2012: Orléans
- 2012: Der Nächste, bitte! (Un plan parfait)
- 2013: La pièce manquante
- 2013: Nicolas Le Floch (Fernsehserie, 1 Folge)
- 2014: Mercuriales
- 2015: La résistance de l’air
- 2015: Das Sprungbein (L’astragale)
- 2015: La terre penche
- 2015: Paris (Fernsehsechsteiler, 2 Folgen)
- 2016: Vendeur
- 2016: Haltung bewahren! (Rester vertical)
- 2016: Die Welt sehen (Voir du pays)
- 2017: Thirst Street
- 2017: Nach einer wahren Geschichte (D’après une histoire vraie)
- 2017: Dunkirk
- 2017: 9 doigts
- 2017: Les misérables (Kurzfilm)
- 2019: Weiß wie Schnee – Wer ist die Schönste im ganzen Land? (Blanche comme neige)
- 2018: Lieber Antoine als gar keinen Ärger (En liberté!)
- 2018: La nuit des sacs plastiques
- 2019: The Wolf’s Call – Entscheidung in der Tiefe (Le chant du loup)
- 2019: Die Wütenden – Les Misérables (Les misérables)
- 2019: Die Verschwundene (Seules les bêtes)
- 2019: Intrige (J’accuse)
- 2021: Die Ruhelosen (Les intranquilles)
- 2022: Der große Zauber (La grande magie)
- 2023: Poor Things
- 2023:  Duell der Besten (Une affaire d’honneur)
- 2024: La Pampa
- 2024: Trois amies
- 2024: Niki de Saint Phalle (Niki)

## Auszeichnungen
- 2017: Prix Lumières, Bester Nachwuchsdarsteller, für Haltung bewahren!
- 2017: César-Nominierung, Bester Nachwuchsdarsteller, für Haltung bewahren!
- 2020: César-Nominierung, Bester Hauptdarsteller, für Die Wütenden – Les Misérables